# Vegas Jackpot
Vegas Jackpot is een videospel. Het spel kwam in 1983 als eerste uit voor de BBC Micro en Electron, maar hierna omgezet voor andere platforms zoals de Commodore 64. Het spel is een simulatie van een fruitmachine.

## Platforms
| Jaar | Platform                          |
| ---- | --------------------------------- |
| 1983 | BBC Micro, Electron               |
| 1984 | Commodore 64, VIC-20, ZX Spectrum |
| 1986 | Atari 8-bit                       |
| 1987 | DOS                               |